# Kolejka (jeu)
Kolejka (/ko'leIka/; polonais pour file d'attente) est un jeu de société conçu par Karol Madaj (en) et lancé en février 2011 par l'Institut de la mémoire nationale de Pologne. Il a été imaginé dans le but d'enseigner aux jeunes générations les difficultés de la vie sous le régime communiste polonais (entre 1945 et 1989), en particulier la difficulté d'acquérir des biens de consommation dans une économie de pénurie. Le jeu a été décrit comme s'inspirant du Monopoly.

## Objectifs
Kolejka fait partie d'une famille de jeux historiques et éducatifs publiés par  l'Institut de la mémoire nationale de Pologne (IPN). Le créateur du jeu, Karol Madaj (en), a dit que son objectif était de « montrer aux plus jeunes et rappeler aux anciens les mécanismes qui étaient à l'œuvre dans ces temps difficiles ».
En accord avec ces objectifs pédagogiques, les cartes illustrent les biens de consommation de cette époque, et le jeu est accompagné d'une brochure expliquant les réalités économiques de la Pologne du temps du régime communiste. La première édition polonaise s'accompagnait d'un film documentaire ; l'historien polonais Andrzej Zawistowski (pl) a contrôlé l'exactitude historique du design du jeu[réf. souhaitée].

## Mécanismes de jeu
Le jeu peut se jouer de deux à cinq joueurs, six avec l'extension, chacun contrôlant cinq pions représentant les membres de sa famille. Chaque famille doit faire des courses en prévision d'événements tels que des fêtes ou des anniversaires, cependant chaque joueur doivent affronter le problème de la pénurie de certains produits. Les magasins sont pour la plupart vides, et il n'y a aucune garantie sur ce qui sera livré, et où et quand on pourra le trouver. Les joueurs doivent décider devant quels magasins faire la queue, et peuvent jouer des cartes déclenchant des évènements tels que « Collègue au gouvernement » ou « Magasin fermé », changeant l'ordre des pions dans la queue (ce qui représente le fait de passer devant d'autres joueurs, ou même de les chasser de la queue). Les biens peuvent aussi être échangés au bazar (représentant le marché noir). Le premier joueur à avoir réuni les cartes correspondant aux biens dont il a besoin est le gagnant,.

## Versions et  extensions
Une version internationale du jeu (incluant des manuels et des autocollants en polonais, anglais, allemand, espagnol, japonais et russe) est sortie en 2012. Une édition française est ajoutée en 2013,, et une version roumaine intitulée « Stai la coadă » (« faites la queue ») est publiée plus tard la même année.
Une extension, « Ogonek » (signe diacritique ressemblant à une queue, indiquant en polonais une nasalisation des voyelles), ajoutant un nouveau joueur et des nombreuses cartes d'événements est également publiée.

## Réception
En juillet 2012, un an après sa sortie, 20 000 copies de l'édition polonaise du jeu sont vendues, en faisant un best-seller; en juin 2014, près de 100 000  copies sont distribuées. Il s'est également avéré populaire à l'étranger, aussi, à l'été 2014, l'IPN vend la licence du jeu à une compagnie privée, Trefl, indiquant son incapacité à gérer efficacement la production du jeu, dont la demande dépasse régulièment le budget de production de l'IPN, ce qui amène—ironiquement, comme de nombreuses sources le mentionnent—à des ruptures d'approvisionnement du jeu,,,.
Le jeu a reçu des critiques favorables, pour sa réalisation et pour sa valeur pédagogique ; il a servi d'outil dans des classes d'histoire. Le jeu reçoit en 2012 la récompense de « Gra Roku » (jeu de l'année) , devenant le premier jeu de société polonais à recevoir cette récompense.
En 2016, des rumeurs affirment que le Rospotrebnadzor a déclaré que Kolejka est "anti-Russe" et excessivement critique du système soviétique ; il aurait menaçé de bannir le jeu en Russie si les références historiques n'en étaient pas retirées, ce que  l'IPN refusait de faire. Andrzej Zawistowski, directeur du département de l'Éducation de l'IPN, s'alarme de ce que la Russie contemporaine prenne pour elle ces critiques du système soviétique. On a découvert par la suite que ces rumeurs provenaient des distributeurs du jeu, le personnel du Rospotrebnadzor ayant découvert cette histoire par les journaux.